# Schnelleinsatzgruppe Transport
Eine Schnelleinsatzgruppe Transport (kurz: SEG Transport) bezeichnet eine Einheit von Einsatzkräften innerhalb einer Schnelleinsatzgruppe, die den Rettungsdienst unterstützt und zum Transport von Verletzten zur weiteren medizinischen Versorgung in entsprechende Kliniken und Einrichtungen eingesetzt wird.

## Aufgabenbereich
Die Schnelleinsatzgruppe Transport verfügt über die Kapazität, bis zu vier liegende Patienten gleichzeitig zu befördern und einer geeigneten medizinischen Versorgungseinrichtung zuzuführen. Während des Transports gewährleistet sie zudem die medizinische Betreuung und kontinuierliche Überwachung der Patienten. Außerdem kann sie Eintragungen in der Verletztenanhängekarte vornehmen, mehrere Betroffene gleichzeitig transportieren und den Rettungsmittelhalteplatz ordnungsgemäß betreiben.

### Einsatzbereiche
Die Einsatzbereiche der Schnelleinsatzgruppe Transport sind vielfältig und erstrecken sich über unterschiedliche örtliche und veranstaltungsbezogene Orte, u. a.:
- Unterstützung des Regelrettungsdienstes bei Großschadensereignissen oder bei hohem Notrufaufkommen
- Absicherung bei Veranstaltungen (z. B. Festivals)
- Unterstützung im Rahmen von Evakuierungsmaßnahmen (z. B. bei Bombenfund)
- Überörtlicher Einsatz bei Katastrophenlagen
- Bereitstellung zur Absicherung von Einsätzen durch Polizei, Feuerwehr und andere Einsatzkräfte

## Ausbildung und Qualifikation der Helfer
Die Mitglieder der Schnelleinsatzgruppen bestehen häufig aus freiwilligen oder beruflich tätigen Helfern, die eine Ausbildung als Rettungshelfer, Rettungssanitäter, Notfallsanitäter, Rettungsassistent oder in vergleichbaren Bereichen abgeschlossen haben bzw. in diesem Berufsfeld tätig sind. Gesetzlich vorgeschrieben ist dabei eine Mindestbesetzung von zwei Helferinnen oder Helfern, von denen mindestens eine Person über die Qualifikation als Rettungssanitäterin bzw. Rettungssanitäter verfügen muss. Darüber hinaus stellen die Träger der Schnelleinsatzgruppen – meist Hilfsorganisationen wie das DRK, der ASB und andere – den Helferinnen und Helfern durch interne Lehrgänge und Fortbildungen, wie etwa der Fachdienstausbildung Sanitätsdienst, zusätzliche Qualifikationen zur Verfügung.

## Ausstattung und Technik
Die persönliche Schutzausrüstung der Helferinnen und Helfer besteht hauptsächlich aus der Einsatzbekleidung der Hilfsorganisation und einem Funkmeldeempfänger. Als Fahrzeugausstattung stehen der Gruppe zwei Krankentransportwagen Typ-B (KTW Typ-B) zur Verfügung. Bei Bedarf kann zusätzlich ein Rettungswagen (RTW) zur Ergänzung eingesetzt werden.